# Maryland (film, 1940)
Pour plus de détails, voir Fiche technique et Distribution.
Maryland est un film américain réalisé par Henry King, sorti en 1940.

## Synopsis
Après la mort de son mari d'une chute de cheval lors d'une partie de chasse, sa veuve décide de vendre son écurie et interdit formellement à son fils d'avoir affaire en quoi que ce soit avec les chevaux.

## Fiche technique
- Titre original : Maryland
- Réalisation : Henry King, assisté de Robert D. Webb et Norman Foster
- Scénario : Ethel Hill, Jack Andrews
- Direction artistique : Richard Day, Wiard B. Ihnen
- Décors : Thomas Little
- Costumes : Travis Banton
- Photographie : George Barnes
- Son : E. Clayton Ward, Roger Heman
- Montage : Barbara McLean
- Musique : Compositeur
- Direction musicale : Alfred Newman
- Production exécutive : Darryl F. Zanuck
- Production associée : Gene Markey
- Société de production : Twentieth Century-Fox Film Corporation
- Société de distribution :  Twentieth Century-Fox Film Corporation
- Pays d’origine :  États-Unis
- Langue : anglais
- Format : Couleurs (Technicolor) - 35 mm - 1,37:1 - Son Mono (Western Electric Mirrophonic Recording)
- Genre : drame
- Durée : 92 minutes
- Date de sortie :
  - États-Unis : 10 juin 1940 (première à Baltimore)

## Distribution
- Walter Brennan : William Stewart
- Fay Bainter : Charlotte Danfield
- Brenda Joyce : Linda Stewart
- John Payne : Lee Danfield
- Charlie Ruggles : Dick Piper
- Hattie McDaniel : Tante Clara
- Marjorie Weaver : Georgie Tomlin
- Sidney Blackmer : Spencer Danfield
- Ben Carter : Shadrach Jones
- Ernest Whitman : "Dogface"
- Paul Harvey : Buckman
- Spencer Charters : le Juge
- Robert Lowery : Tom Bolton
- Ed Thorgersen : le commentateur
- Clarence Muse : Révérend Bitters
- Madame Sul-Te-Wan : Naomi
- Stanley Andrews : le Docteur
- Frank M. Thomas : le Vétérinaire
- Cliff Clark : le Shérif
- Grace Hayle : Mme Carrington
- William Davidson : John Addison
- Bobby Anderson (en) : Lee, à six ans
- Dickie Jones : Lee, à douze ans
- Patsy Lou Barber : Linda, à cinq ans
- Erville Alderson : Diggs
- Zack Williams : Fields
- George Reed : Oncle Henry
- Darby Jones : Aleck
- Arie Lee Branche : Maybelle
- Clinton Rosemond : frère Dickey
- Gladden James : le greffier du tribunal
- Edward Fielding : le président
- Mildred Gover : Polly
- Thaddeus Jones : frère Moses